# Konzentrationslager Fraschette
Das Konzentrationslager Fraschette (campo di concentramento Fraschette di Alatri) bei Alatri in der Provinz Frosinone war ein italienisches Konzentrationslager des faschistischen Italien. Es entstand 1942 aus einem Kriegsgefangenenlager und wurde hauptsächlich zur Internierung von Zivilisten aus der Kvarner-Bucht und Julisch Venetien sowie von anglo-maltesischen Ausländern genutzt. Im Januar 1944 wurde es aufgelöst und diente dann als Lager für Displaced Persons.
| Dezember 1942 | September 1943 | November 1943 | Dezember 1943 | Januar 1944 |
| ------------- | -------------- | ------------- | ------------- | ----------- |
| 1.204         | 3.000          | 2.665         | 2.050         | 1.311       |